# Aspères
Aspères là một xã ở tỉnh Gard ở miền nam nước Pháp. Xã này có diện tích 10,06 km², dân số năm 1999 là 347 người. Khu vực này có độ cao trung bình 74 mét trên mực nước biển.